# Nikolaikyrkan, Berlin

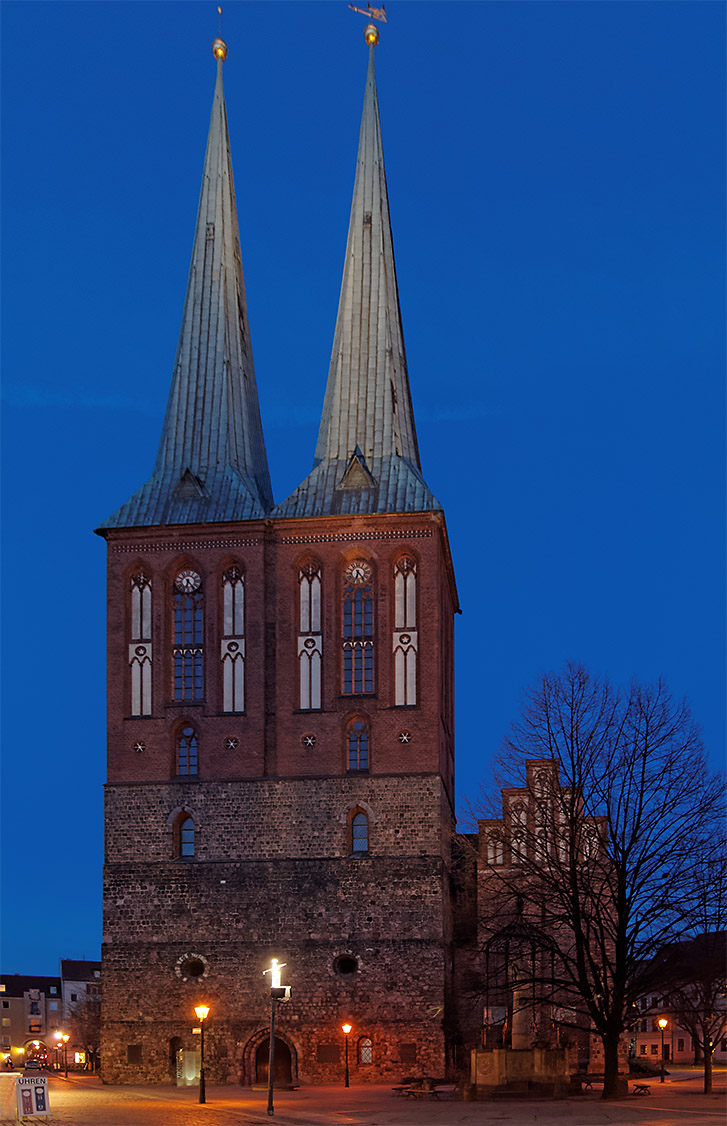
Nikolaikyrkan

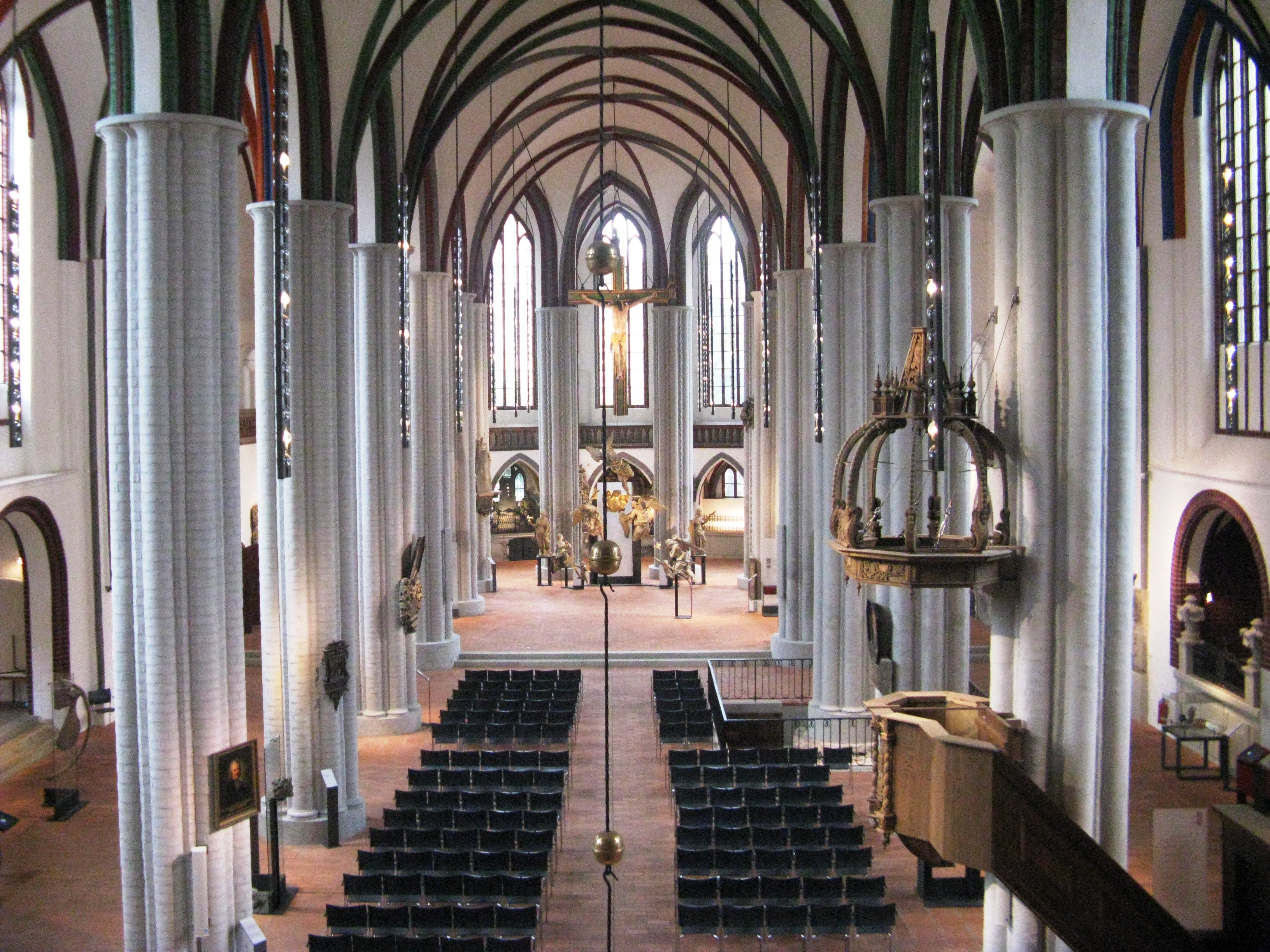
Interiör från den återuppbyggda kyrkan, 2011.

Nikolaikyrkan (tyska: Nikolaikirche) i Berlin, Tyskland, är stadens första kyrkobyggnad, ursprungligen uppförd omkring år 1230, och därmed en av de äldsta byggnaderna i dagens Berlin.  Den ligger mitt i dagens Nikolaiviertel mellan Alexanderplatz och Molkenmarkt. Kyrkan skadades under andra världskriget och är sedan återuppbyggnaden under 1980-talet museum och konsertlokal. 

## Historia

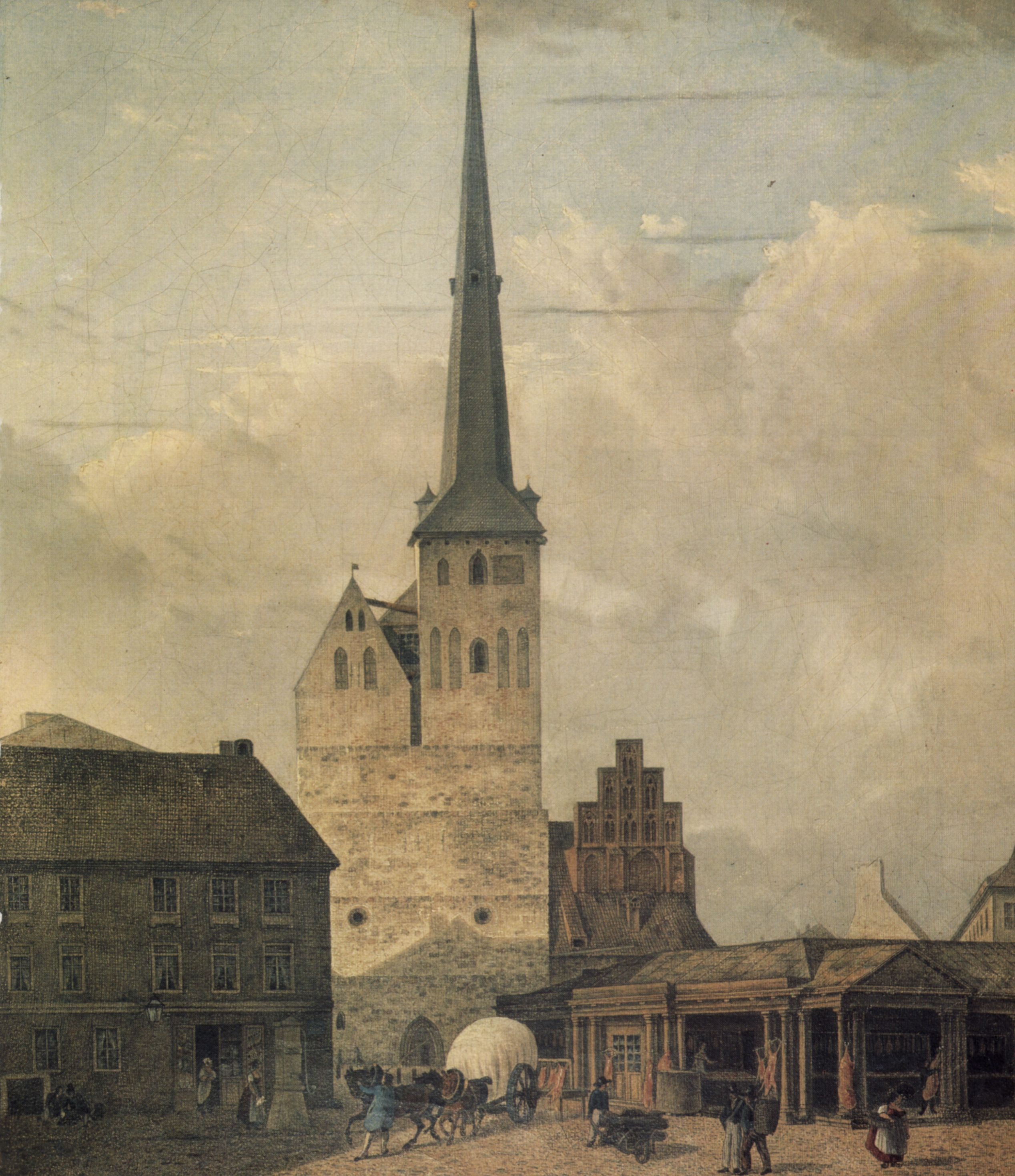
Nikolaikyrkan, målning av Johann Heinrich Hintze 1827.

Kyrkan uppfördes vid marknadstorget Molkenmarkt omkring 1230 som Berlins första stadskyrka, ursprungligen utförd i romansk stil.  Till de äldsta delarna hör den undre delen av dubbeltornet och västportalen.  Kyrkan byggdes flera gånger om och omvandlades under 1300- och 1400-talet i gotisk stil.  Av de ursprungligen planerade två tornen byggdes endast det södra färdigt under medeltiden, och under lång tid kom bilden av det södra färdiga tornet och det norra oavslutade att prägla Berlins stadssilhuett. 
Kyrkan var en viktig skådeplats för kyrkopolitiken i Brandenburg.  1539 möttes städerna Berlin och Cöllns råd i kyrkan och beslutade att ansluta städerna till Lutherdomen.  Efter reformationen kom de tidigare sidokapellen att användas som begravningskor, och kyrkan blev en viktig begravningskyrka för välbeställda borgare i Berlin.
Under 1870-talet renoverades kyrkan och i samband med renoveringen byggdes den övre delen av tornet om till ett dubbeltorn i nygotisk stil.

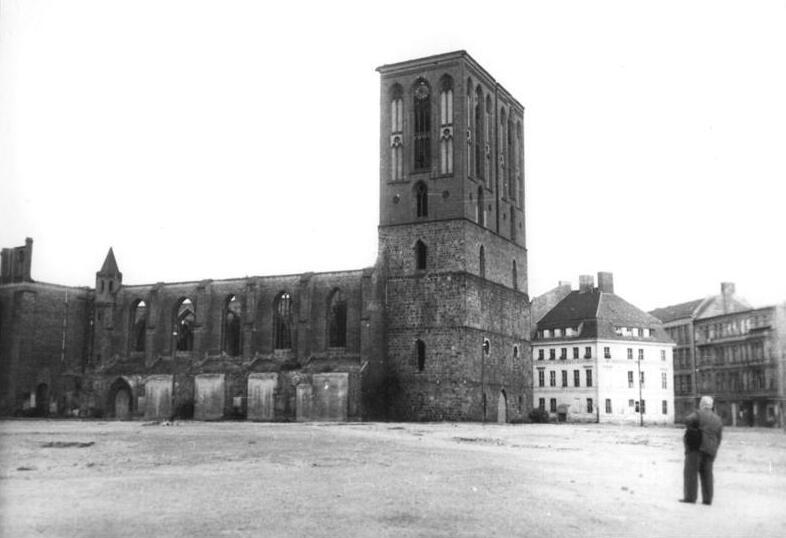
Kyrkoruinen 1955

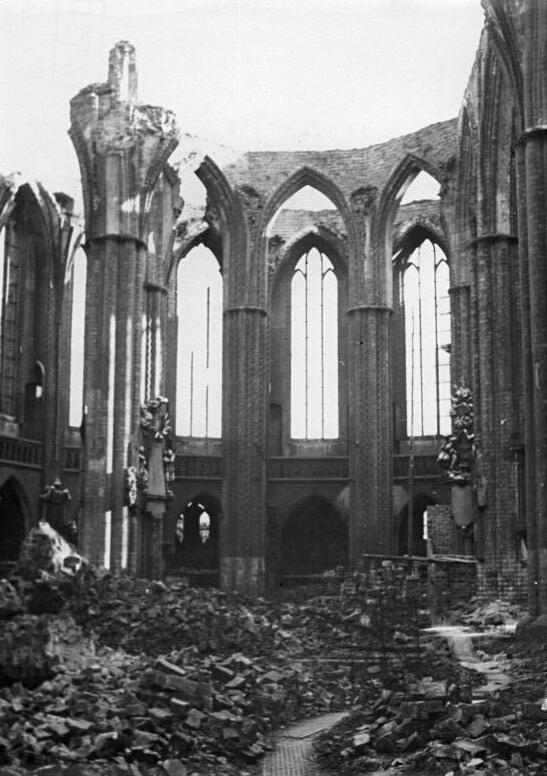
Interiör från ruinen av högkoret, 1951. Kyrkans gravmonument hade plundrats på ädelmetaller.

Den sista gudstjänsten i kyrkan firades 1939, då kyrkan enligt nazistregimens planer skulle ingå i ett större statligt projekt för att återskapa Berlins historiska centrum, och därför överlämnades i statlig ägo av församlingen.  Kyrkan bombades och skadades svårt under andra världskriget, då tornspirorna, taket och delar av valvet förstördes.  Avsaknaden av tak ledde till att återstoden av valven rasade in 1949.  Först från 1957 och framåt genomfördes åtgärder för att skydda ruinerna.  Planer att återuppbygga kyrkan drog ut på tiden på grund av avsaknad av medel, och då DDR-staten inte ville skjuta till pengar överlämnades kyrkoruinen istället till staden Östberlin.  

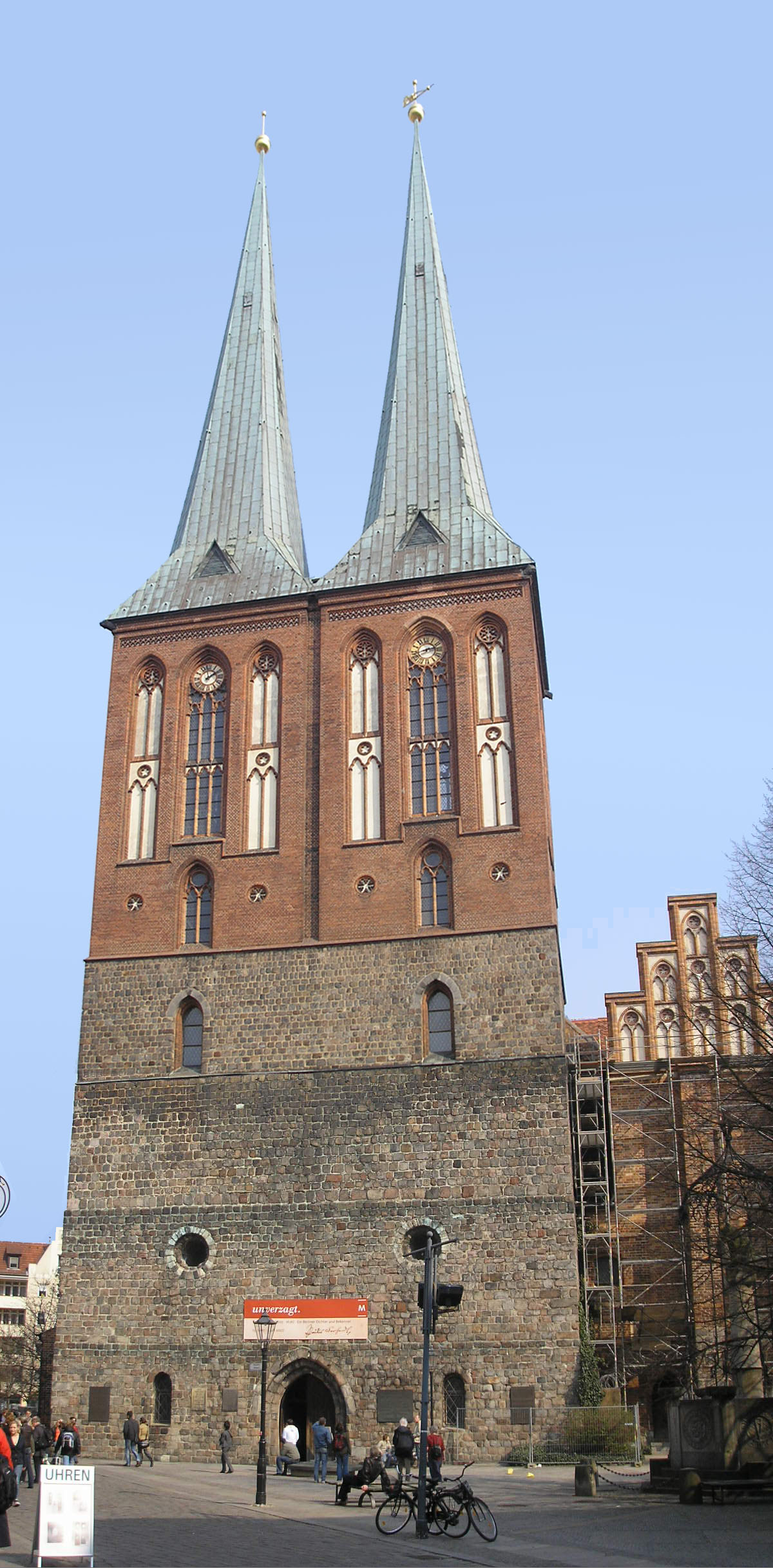
Den renoverade västfasaden i april 2007.

I samband med skapandet av det moderna Nikolaiviertel under början av 1980-talet kunde kyrkan slutligen renoveras, med helt nya murade valv och nya tornspiror för dubbeltornen.  Sedan dess bildar kyrkan ett naturligt centrum i Nikolaiviertel och är idag museum, som en filial till Berlins stadsmuseum Märkisches Museum.
År 1991 hölls det första konstituerande mötet för staden Berlins representanthus i kyrkan, med nyvalda representanter för både det tidigare Östberlin och det tidigare Västberlin.

## Kända personer som verkat i kyrkan
Till kända personer som verkat i kyrkan räknas bland andra psalmdiktaren Paul Gerhardt, diakon 1657-1667, kompositören Johann Crüger, kantor 1622-1662, och teologen Philipp Jacob Spener, kyrkoherde 1691-1705.

## Kända personer som begravts i kyrkan
- Samuel von Pufendorf (1632-1694), tysk historiker och rättsfilosof, svensk friherre.